# Вайзенборн, Гюнтер
Гюнтер Вайзенборн (нем. Günther Weisenborn; 10 июля 1902, Фельберт — 26 марта 1969, Берлин) — немецкий писатель-антифашист, участник немецкого движения Сопротивления.

## Биография
Родился в 1902 году в Фельберте в семье коммерсанта. В 1922—1927 гг. изучал филологию, медицину и философию в университетах Кёльна, Бонна и Берлина. В 1928 году в Берлине была поставлена его пьеса «Подводная лодка С-4» — история о трагедии гибели шести матросов-подводников. Сотрудничает с режиссёрам Эрвином Пискатором и Юргеном Фелингом, с актёром Генрихом Георге. В 1930 году уезжает в Аргентину, где работает фермером, но вскоре возвращается на родину. В 1931 году становится соавтором Бертольта Брехта по пьесе «Мать», созданной по мотивам произведения Максима Горького.
В годы Второй мировой войны — участник антифашистского Сопротивления, вместе со своей женой Джой Вайзенборн входил в подпольную группу «Красная капелла». В 1942 арестован гестапо, приговорен к смертной казни, которая была заменена тюремным заключением. В 1945 освобожден Советской армией.

## Награды
- орден Отечественной войны I степени (06.10.1969, посмертно)[4]

## Публикации на русском языке
- Мемориал. М.: Прогресс, 1973 (мемуарный роман-дневник).
- Построено на песке. М.: Изд. иностр. лит., 1960 (роман).
- Потерянное лицо. Баллада о человеке, который смеется. М.: Изд. иностр. лит., 1959 (пьеса).
- Преследователь. Записки Даниэля Бренделя. М.: Изд. иностр. лит., 1963 (роман).
- Семья из Невады. М.: Искусство, 1960 (пьеса).